# غار آتشگاه
غار آتشگاه نام غاری تاریخی و ساخته‌شده توسط بشر در ۲۰ کیلومتری شمال‌غربی شهر کاشمر، استان خراسان رضوی می‌باشد و دارای دو گذرگاه ورودی است.